# Міц Валентин Володимирович
Валентин Володимирович Міц (1974—2024) — солдат збройних сил України, учасник російсько-української війни.

## Життєпис
Народився 22 січня 1974 року в місті Сокаль Львівської області. 
Навчався у Сокальському професійному ліцеї.
Призваний на військову службу 19 жовтня 2022 року.
Загинув 19 квітня 2024 року на Донеччині.

## Нагороди
- Орден «За мужність» III ступеня[1].